# Вазописець Іксіона

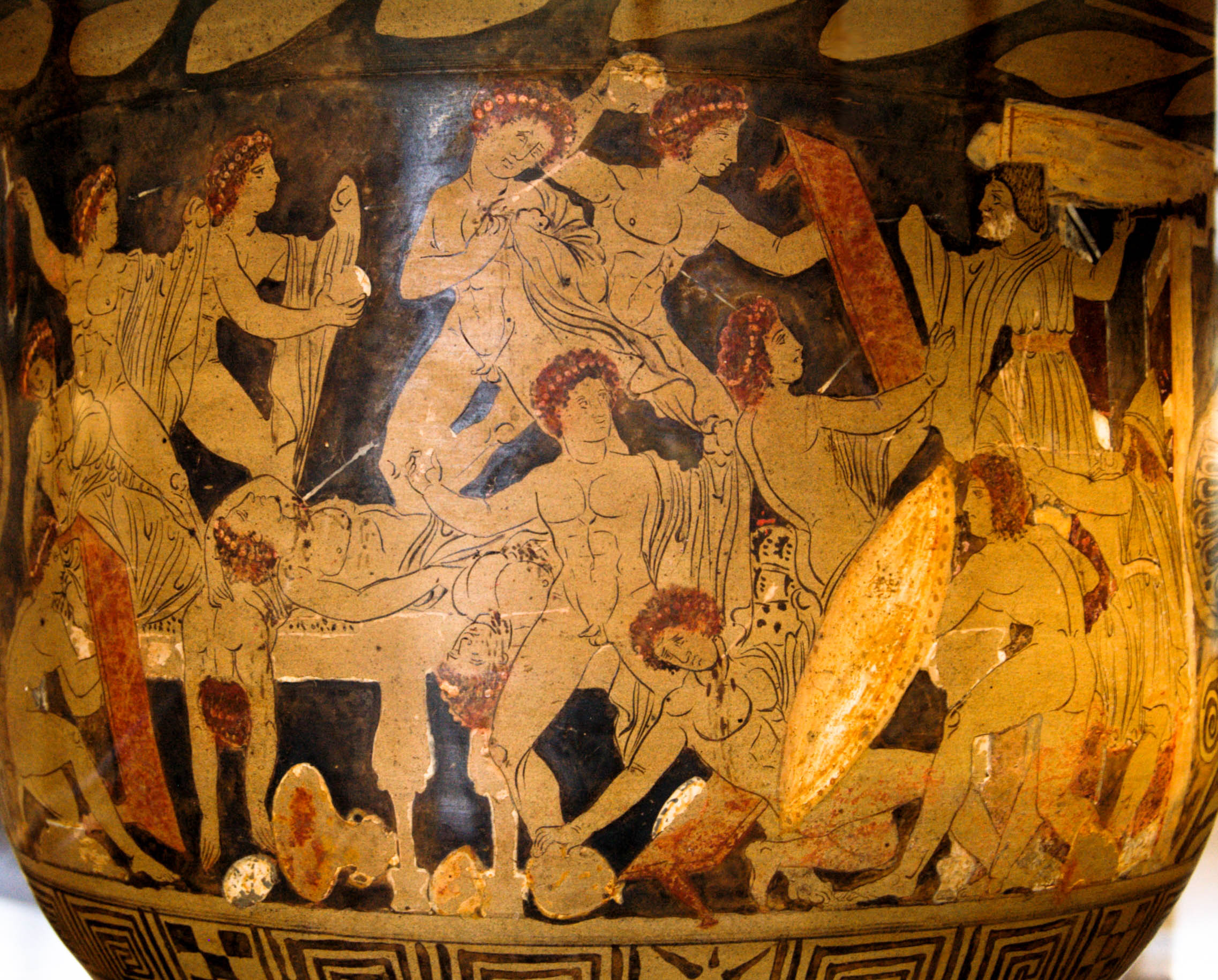
Амфора зі сценою вбивства залицяльників Пенелопи Одіссеєм

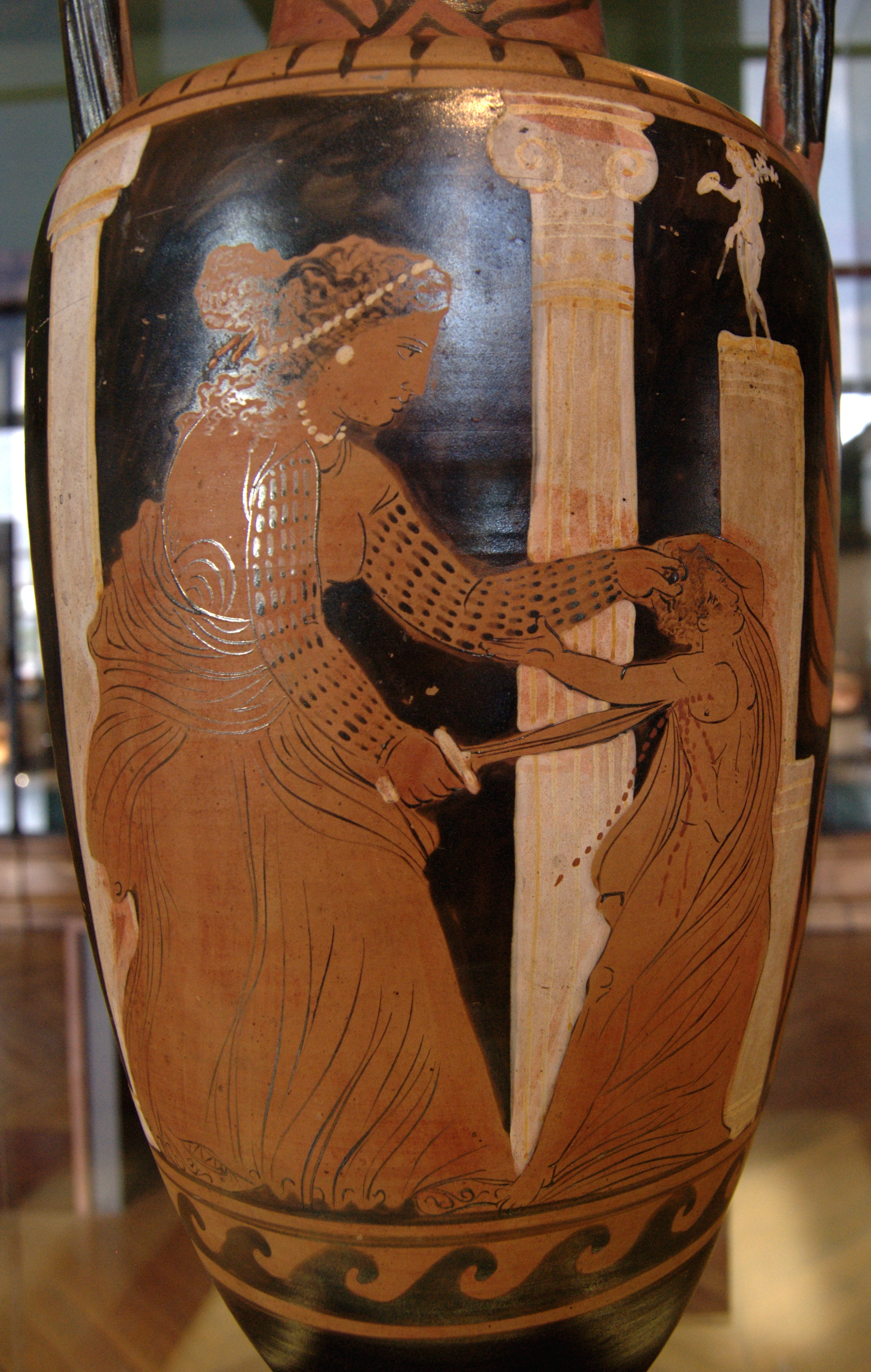
Амфора: Менада вбиває своїх дітей, сцена із трагедії Евріпіда

Вазописець Іксіона (англ. Ixion Painter, нім. Ixion-Maler) — анонімний давньогрецький вазописець, працював у Капуї в останні III десятиліття IV століття до н. е. у червонофігурній техніці. Іменна ваза Вазописця Іксіона — амфора із зображенням сцени покарання Іксіона, нині зберігається у Берліні. Вазописець Іксіона вважається одним з найважливіших представників кампанійської кераміки.
Митець ілюстрував свої вази сюжетними композиціями, запозиченими із міфів та епосу. Серед його робіт здебільшого зустрічаються амфори (Лувр K 300, кратери (Лувр і Оксфорд), а також гідрії. Його стиль характеризується поданням фігур з гнучкою анатомією, що не цілком співвідноситься із широким носом і м'ясистими губами. Як особливу прикрасу для кратерів Вазописець Іксіона використовував меандр на фризі, чергуючи його із зірковим орнаментом у нижній частині чаші; на ручках ваз часто малював пальмети.

## Основні роботи
- іменна ваза — афмора зі сценою покарання Іксіона.
- дзвоноподібний кратер із зображенням вбивства залицяльників Пенелопи Одіссеєм[1].
- амфора Менада вбиває своїх дітей, сцена із трагедії Евріпіда. Знайдена у Кумах, експонується у Луврі[2]
- амфора із зображенням воїна з білим списом на стороні А т ана стороні В — юнака[3].
- гідрія, на якій вазописець зобразив наїскос, у ньому стоїть юнак. По обидва боки наїскоса — фігури гоплітів. Зворотна сторона пишно прикрашена пальметами[4].